# Carsten Borchgrevink
Carsten Egeberg Borchgrevink (Oslo, 1 december 1864 – aldaar, 21  april 1934), was een Noors marineofficier die de Zuidpool verkende.

## Biografie
Borchgrevink vestigde zich in 1888 in Australië waar hij les gaf. In 1894 financierde de eveneens naar Australië geëmigreerde Noor Henryk Bull een expeditie naar Antarctica. Voor ze vertrokken won de expeditie raad in bij de 84-jarige walvisjager Svend Foyn. De expeditie die in 1893 in Oslo vertrok, kwam in september 1894 in Australië aan. De volgende maanden voer het schip in de Subantarctis, alvorens voet aan grond te zetten op de Possession-eilanden. Borchgrevink nam stalen van rotsen en ontdekte korstmos op Antarctica.
Een nieuwe expeditie (1898-1900) werd gefinancierd door George Newnes. Hij bereikte op 17 februari 1899 Kaap Adare. Hier overwinterde de expeditie. Op het einde van de expeditie ontdekte hij een doorgang in het ijs, dat Ernest Shackleton later Bay of Whales zou noemen. Ze gingen hier aan land en bereikten een nieuw Farthest South op 78°50 zuiderbreedte. Hiervoor werd hij geëerd in Engeland met een Patron's Medal.
Borchgrevink overleed in Oslo in 1934 op 69-jarige leeftijd.
- Australian Dictionary of Biography: borchgrevink-carsten-egeberg-5294
- Bibsys: 90255019
- Biblioteca Nacional de Chile: 000442264
- Bibliothèque nationale de France: cb12679656c (data)
- Gemeinsame Normdatei: 131730703
- International Standard Name Identifier: 0000 0001 1035 8784
- KulturNav: 5b27533e-269a-4ca7-838c-3892f91ace80
- Library of Congress Control Number: n84166405
- Nationale Bibliotheek van Tsjechië: xx0104956
- Nationale bibliotheek van Australië: 35020318
- Nationale Bibliotheek van Israël: 987007596928905171
- Nationale Bibliotheek van Polen: a0000001858486
- Nederlandse Thesaurus van Auteursnamen: 069321191
- Réseau des bibliothèques de Suisse occidentale: 02-A006003270
- SNAC: w6q05zrp
- Système universitaire de documentation: 067186149
- Semantic Scholar: 40685957
- Museum of New Zealand Te Papa Tongarewa: 60223
- Trove: 794561
- Virtual International Authority File: 3613461
- WorldCat: E39PCjKvVQ9wrHVDdFxmphVbq3